# Jussis
 (mai 2024).
Les Jussis (« Prix Jussi ») sont des récompenses de cinéma finlandaises, décernées par l'organisation Filmiaura depuis 1944.
Ils sont les équivalents finlandais des Oscars américains ou des César français.
La cérémonie se tient au début de chaque année. Ce prix est l'un des plus anciens en Europe.

## Description
Les prix Jussi sont décernés par l'association de professionnels du cinéma Filmiaura.
La statue en plâtre du prix Jussi distribuée aux gagnants est sculptée par Ben Renvall et représente un homme d'Ostrobotnie debout, les jambes écartées.
Le prix Jussi est l'un des plus anciens prix cinématographiques d'Europe.
L'intérêt porté au Jussi a fluctué tout au long de son histoire.
C'était le prix le plus convoité de l'âge d'or du cinéma finlandais dans les années 1940 et 1950, et il a perdu de son éclat dans les années 1960 et 1970.
Le Jussi a été progressivement de nouveaux apprécié avec la télévision régulière qui a commencé dans les années 1980 et la nouvelle montée du cinéma finlandais dans les années 1990.
Actuellement, Filmiaura récompense les longs-métrages finlandais dans quinze catégories différentes.

## Histoire

### Fondation par des journalistes de cinéma

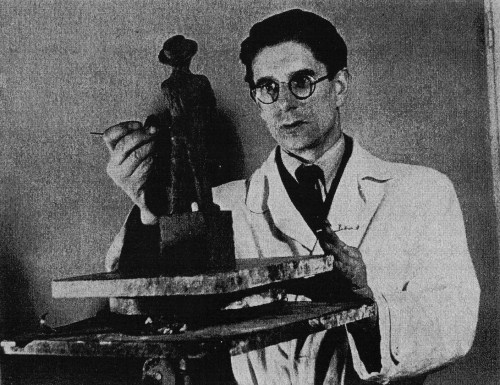
Ben Renvall et son modèle de statue Jussi.

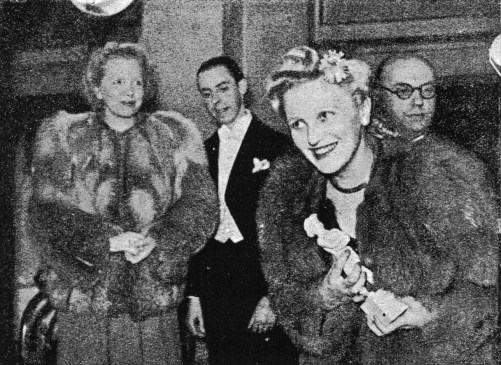
Ansa Ikonen obtient le prix du meilleur rôle féminin dans le premier Jussi en 1944.

Le 16 septembre 1944, les critiques cinématographiques de magazines et de quotidiens d'Helsinki fondent une association à l'initiative de Tapio Vilpononen.
Elle est baptisée Elokuvajournalistit.
Sur proposition de Tapio Vilpponen, l'association a commencé à projeter la distribution d'un prix annuel du film, similaire aux Oscars américains.
Le nom du prix est initialement une statue d'Aino.
Finalement, il tirera son nom de Harrin Jussi, le protagoniste masculin de la pièce Ostrobothniens (fi) filmée deux fois.
La statue de Jussi en plâtre, haute de 28,5 cm, a été conçue par le sculpteur Ben Renvall,.
Les premières statues ont été distribuées au restaurant Adlon à Helsinki le 16 novembre 1944.
Le prix Jussi serait le plus ancien prix national du cinéma en Europe.
Parmi les prix nationaux du cinéma européen, les plus connus sont le Bafta britannique (1947), le Prix Guldbagge suédois (1964) et le César du cinéma français (1975).
Annikki Arni, l'une des fondatrices du prix Jussi, a rappelé dans un article ultérieur que le prix était calqué sur l'Oscar américain et le Grand prix du cinéma français.

### Dissolution et nouvelle association
Les membres de l'Association des journalistes de cinéma ont commencé à se quereller à partir de la fin des années 1950.
La raison en était les contradictions entre les nouvelles et les anciennes générations sur le rôle du journalisme cinématographique.
Ces conflits aboutirent à la paralysie de l'association en 1961.
L'ancienne génération perdit le scrutin et démissionna de l'association.
La nouvelle direction s'est réuni pour la dernière fois une semaine après un vote controversé.
L'association ferma définitivement au printemps 1962.
Ainsi, la distribution des statues de Jussi prit une pause d'un an et demi.
L'automne suivant, l'ancienne génération des journalistes de cinéma, qui a démissionné, décide de créer sa propre association.
La nouvelle Association Filmiaura a été fondée à l'initiative de la journaliste Paula Talaskivi et comptait 21 membres-fondateurs.
Le premier président de l'association était Ahti Sonninen et la secrétaire était Glory Leppänen.

### Baisse de popularité

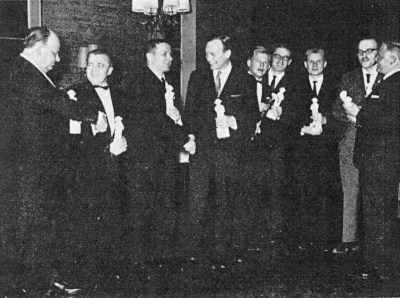
Lauréats du prix Jussi au restaurant Vaakuna lors du gala de 1964.

Les attitudes envers les Jussis ont varié tout au long de leur histoire.
Dans les premières années, les statues étaient très appréciées.
C'étaient les seuls prix cinématographiques en Finlande, et donc les Jussis avaient une sorte de cachet semi-officiel.
Au fil des ans, une grande variété de récompenses cinématographiques ont vu le jour en Finlande, dont certaines étaient des prix financiers.
Dans le même temps, l'arrivée de la télévision dans les foyers finlandais a fait s'effondrer le nombre de spectateurs de films en salles.
Au fur et à mesure que la qualité des films et le nombre de téléspectateurs baissaient, l'appréciation des Jussis a aussi diminué.
À la fin des années 1960, le prix était même méprisé au point que certains de ses récipiendaires ne prenaient même pas la peine de venir recevoir leurs prix, pour certains, cela pouvait être dû à l'absence de prix monétaire.
Dans des écrits publics individuels, les juges d'attribution du prix ont même été accusés d'avoir été soudoyés.
Après leur première diffusion télévision en 1963, il a fallu plusieurs années aux Jussis pour réapparaître à la télévision. La prochaine télévision de la cérémonie de remise des prix a été réalisée dans le cadre de l'émission populaire Jatkoaika en 1969 sur la chaîne TV1 de YLE.
Cependant, il a fallu plus d'une décennie avant que des émissions presque régulières ne commencent en 1983.
L'appréciation des Jussis était à son plus bas pendant la vague de radicalisme des années 1960 et 1970.
Dans les années 1970, il y avait une lutte pour un soutien financier public pour les films, et les prix étaient une question secondaire à l'époque.
Dans les années 1980, les cérémonies de remise des prix Jussi pouvaient être modestes et les participants s'habillaient comme pour la vie de tous les jours.
Jusqu'au début des années 1990, les magazines regrettaient l'ambiance festive et le glamour des premiers galas Jussi.
Dans les moments difficiles, la distribution des prix Jussi a été maintenue, même en cercle restreint, et elle a recommencé à être appréciée.

### Remontée de la popularité
La popularité du cinéma finlandais a remonté lorsqu'une nouvelle génération a commencé à produire des histoires intéressants les spectateurs.
Le film de Markku Pölönen Onnen maa, dont la première a eu lieu en 1993 en pleine récession finlandaise (fi) a suscité l'intérêt du grand public.
Cependant, il n'avait même pas été présélectionné pour la compétition du prix Jussi de l'année suivante, mais à la demande du conseiller en cinéma Kari Uusitalo, il a été soumis au vote et a finalement reçu quatre prix.
Dans les années 1990, le cinéma finlandais oscillait entre les succès internationaux et la paralysie complète, jusqu'à sa renaissance de 1999.
À cette époque, les films finlandais ont attiré au total plus d'un million de spectateurs, et depuis la tendance annuelle s'est poursuivie presque sans interruption.
En 2010, les films finlandais ont déjà franchi la barre des deux millions de spectateurs.

### Lieux de distribution des prix

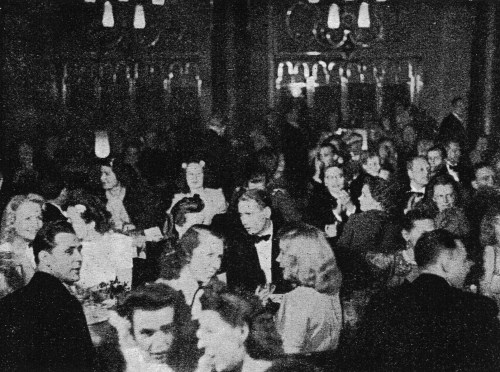
Le premier gala des Jussis au restaurant Adlon en 1944.

| #       | Lieu                          | date       | Période              |
| ------- | ----------------------------- | ---------- | -------------------- |
| 1       | Restaurant Adlon (fi)         | 16.11.1944 | 1.9.1943–30.9.1944   |
| 2       | Restaurant Adlon              | 6.11.1945  | 1.10.1944–30.9.1945  |
| 3       | Restaurant Fennia             | 1.11.1946  | 1.10.1945–31.7.1946  |
| 4       | Restaurant Fennia             | 19.10.1947 | 1.8.1946–31.7.1947   |
| 5       | Restaurant Fennia             | 14.10.1948 | 1.8.1947–30.4.1948   |
| 6       | Restaurant Fennia             | 19.11.1949 | 1.5.1948–30.9.1949   |
| 7       | Kalastajatorppa               | 15.11.1950 | 1.10.1949–30.9.1950  |
| 8       | Hôtel Aulanko                 | 19.11.1951 | 1.10.1950–30.9.1951  |
| 9       | Restaurant Kaivohuone         | 18.11.1952 | 1.10.1951–30.9.1952  |
| 10      | Kalastajatorppa               | 17.10.1953 | 1.10.1952–30.9.1953  |
| 11      | Kalastajatorppa               | 15.11.1954 | 1.10.1953–30.9.1954  |
| 12      | HOK et Rex                    | 16.11.1955 | 1.10.1954–30.9.1955  |
| 13      | Insinööritalo                 | 10.11.1956 | 1.10.1955–30.9.1956  |
| 14      | Restaurant Teatterigrilli     | 16.11.1957 | 1.10.1956–30.9.1957  |
| 15      | Maison d'artiste Lalluka (fi) | 18.11.1958 | 1.10.1957–30.9.1958  |
| 16      | Kalastajatorppa               | 18.11.1959 | 1.10.1958–30.9.1959  |
| 17      | pas de cérémonie              | 21.1.1962  | 1.10.1959–31.12.1961 |
| Sources |                               |            |                      |

| #       | Lieux                             | Date       | Période             |
| ------- | --------------------------------- | ---------- | ------------------- |
| 18      | studio Tesvisio                   | 18.10.1963 | 1962                |
| 19      | Restaurant Vaakuna                | 31.10.1964 | 1963                |
| 20      | Restaurant Vaakuna                | 30.4 1966  | 1964-1965           |
| 21      | Immeuble administratif de Kallio  | 28.2.1967  | 1966                |
| 22      | Restaurant Royal                  | 12.3.1968  | 1967                |
| 23      | studio Yle TV1                    | 22.2.1969  | 1968                |
| 24      | Restaurant Royal                  | 3.4.1970   | 1969                |
| 25      | École de Taivallahti              | 27. 5.1971 | 1970                |
| 26      | Cinéma La Scala                   | 27.8.1972  | 1.1.1971–30.6.1972  |
| 27      | Cinéma Adlon                      | 26.8.1973  | 1.7.1972–30.6.1973  |
| 28      | Cinéma Gloria                     | 2.9.1974   | 1.7.1973–30.6.1974  |
| 29      | Cinéma Orion                      | 1.9.1975   | 1.7.1974–30.6.1975  |
| 30      | Cinéma Maxim                      | 2.9.1976   | 1.7.1975–30.6.1976  |
| 31      | Cinéma Gloria                     | 25.4.1977  | 1.7.1976–28.2.1977  |
| 32      | Cinéma Gloria                     | 15.5.1978  | 1.3.1977–28.2.1978  |
| 33      | Cinéma Gloria                     | 27.5.1979  | 1.3.1978–28.2.1979  |
| 34      | Cinéma Gloria                     | 26.5.1980  | 1.3.1979–29.2.1980  |
| 35      | Hôtel Aulanko                     | 28.5.1981  | 1.3.1980–28.2.1981  |
| 36      | Cinéma Maxim                      | 1.6.1982   | 1.3.1981–28.2.1982  |
| 37      | Yleisradio                        | 20.5.1983  | 1.3.1982–28.2.1983  |
| 38      | Restaurant Kaisaniemi             | 11.4.1984  | 1.3.1983–29.2.1984  |
| 39      | Restaurant Kaivohuone             | 3. 4.1985  | 1.3.1984–28.2.1985  |
| 40      | Restaurant Vanha Poli             | 7.2.1986   | 1.3.1985–31.12.1985 |
| 41      | Fondation du film finlandais      | 20.2.1987  | 1986                |
| 42      | Fondation du film finlandais (fi) | 12.2.1988  | 1987                |
| 43      | Fondation du film finlandais      | 3.2.1989   | 1988                |
| 44      | Théâtre Savoy                     | 23.2.1990  | 1989                |
| 45      | Théâtre Savoy                     | 8.2.1991   | 1990                |
| 46      | H-studio d'Yleisradio             | 7.2.1992   | 1991                |
| 47      | Fondation du film finlandais      | 13.2.1993  | 1992                |
| 48      | Théâtre d'Alexandre               | 19.3.1994  | 1993                |
| 49      | Hotelli LordHotel                 | 3.2.1995   | 1994                |
| 50      | Kaapelitehdas                     | 31.3.1996  | 1995                |
| 51      | Valkoinen sali                    | 1.3.1997   | 1996                |
| 52      | Valkoinen sali                    | 20.3.1998  | 1997                |
| 53      | Valkoinen sali                    | 27.2.1999  | 1998                |
| 54      | Finlandia-talo                    | 20.2.2000  | 1999                |
| 55      | Finlandia-talo                    | 18.2.2001  | 2000                |
| 56      | Restaurant Vanha Maestro          | 20.1.2002  | 2001                |
| 57      | Restaurant Vanha Maestro          | 19.1.2003  | 2002                |
| 58      | Restaurant Vanha Maestro          | 1.2.2004   | 2003                |
| 59      | Studio 51                         | 6.2.2005   | 2004                |
| 60      | Studio 51                         | 5.2.2006   | 2005                |
| 61      | Studio 51                         | 4.2.2007   | 2006                |
| 62      | Studio 51                         | 3.2.2008   | 2007                |
| 63      | Kaapelitehdas                     | 1.2.2009   | 2008                |
| 64      | Kaapelitehdas                     | 31.1.2010  | 2009                |
| 65      | Kaapelitehdas                     | 6.2.2011   | 2010                |
| 66      | Kaapelitehdas                     | 29.1.2012  | 2011                |
| 67      | Kaapelitehdas                     | 3.2.2013   | 2012                |
| 68      | Kaapelitehdas                     | 2.2.2014   | 2013                |
| 69      | Kaapelitehdas                     | 1.2.2015   | 2014                |
| 70      | Yle                               | 19.3.2016  | 2015                |
| 71      | Kaapelitehdas                     | 24.3.2017  | 2016                |
| 72      | Kaapelitehdas                     | 23.3.2018  | 2017                |
| 73      | Kaapelitehdas                     | 22.3.2019  | 2018                |
| 74      | Kaapelitehdas                     | 14.10.2020 | 2019                |
| Sources |                                   |            |                     |

## Méthode de sélection des lauréats
La sélection des récipiendaires des Jussis se déroule en deux étapes.
Dans un premier temps, un panel d'experts de 16 membres sélectionne trois candidats pour chaque catégorie.
Le pré-jury est tournant et est choisi par les associations de l'industrie cinématographique.
Dans la deuxième étape, tous les membres de l'association Filmiaura, soit environ 260 personnes, participent à la sélection des lauréats du Jussi lors d'un vote à huis clos.
Le vote se fait à scrutin secret.

## Catégories de prix
| Catégorie                          | Catégorie en finnois        | période                     |
| Meilleur film                      | Paras elokuva               | 1987-                       |
| Meilleur réalisateur               | Paras ohjaus                | 1944-                       |
| Meilleur scénario                  | Paras käsikirjoitus         | 1945-                       |
| Meilleur acteur                    | Paras miespääosa            | 1944-                       |
| Meilleure actrice                  | Paras naispääosa            | 1944-                       |
| Meilleur second rôle masculin      | Paras miessivuosa           | 1944–1965, 1981–            |
| Meilleur second rôle féminin       | Paras naissivuosa           | 1944–1965, 1981–            |
| Meilleure photographie             | Paras kuvaus                | 1944-                       |
| Meilleurs maquillages              | Paras maskeeraussuunnittelu | 1992, 2013–                 |
| Meilleur montage                   | Paras leikkaus              | 1964-                       |
| Meilleur son                       | Paras äänisuunnittelu       | 1994-                       |
| Meilleurs décors                   | Paras lavastus              | 1944-                       |
| Meilleurs costumes                 | Paras pukusuunnittelu       | 1992-                       |
| Meilleure musique                  | Paras elokuvamusiikki       | 1950-                       |
| Meilleur film documentaire         | Paras dokumentti            | 1985, 2002–                 |
| Meilleur court métrage             | Paras lyhytelokuva          | 1946–1958, 1966–1980, 2018– |
| Jussi-béton pour l'œuvre d'une vie | Betoni-Jussi                | 1978-                       |

## Lauréats
Parmi les lauréats du prix:

### 2011-2020
| Film |
| 2020 |
| 2019 |
| 2018 |
| 2017 |
| 2016 |
| 2015 |
| 2014 |
| 2013 |
| 2012 |
| 2011 |
| ---- |

| Meilleur film                           | Réalisation                          | Premier rôle féminin                 | Premier rôle masculin                     | Second rôle féminin                                  | Second rôle masculin                      | Script                                      | Photographie                                 | Musique                                                 | Son                                                         | Montage                                      | Décors                           | Costumes                            | Maquillages                                       | Film documentaire                                        | Court métrage                                   | Jussi-béton     |
| --------------------------------------- | ------------------------------------ | ------------------------------------ | ----------------------------------------- | ---------------------------------------------------- | ----------------------------------------- | ------------------------------------------- | -------------------------------------------- | ------------------------------------------------------- | ----------------------------------------------------------- | -------------------------------------------- | -------------------------------- | ----------------------------------- | ------------------------------------------------- | -------------------------------------------------------- | ----------------------------------------------- | --------------- |
| Aurora – Max Malka                      | Miia Tervo – Aurora                  | Mimosa Willamo – Aurora              | Pekka Strang – Koirat eivät käytä housuja | Miitta Sorvali – Aurora                              | Chike Ohanwe – Aurora                     | Miia Tervo – Aurora                         | Pietari Peltola – Koirat eivät käytä housuja | Michal Nejtek – Koirat eivät käytä housuja              | Micke Nyström – Koirat eivät käytä housuja                  | Mervi Junkkonen – Koirat eivät käytä housuja | Jaagup Roomet – Marian Paratiisi | Jouni Mervas – Aurora               | Aija Beata Rjabovska - Koirat eivät käytä housuja | Aatos ja Amine - Reetta Huhtanen, Hannu-Pekka Vitikainen | Kaksi ruumista rannalla – Anna Paavilainen      | Markus Selin    |
| Tyhjiö - Aleksi Salmenperä              | Aleksi Salmenperä (Tyhjiö)           | Oona Airola (Oma maa)                | Hannu-Pekka Björkman (Ihmisen osa)        | Satu Tuuli Karhu (Ilosia aikoja, Mielensäpahoittaja) | Paavo Kinnunen (Suomen hauskin mies)      | Kirsikka Saari (Hölmö nuori sydän)          | Aarne Tapola (Juice)                         | Sanna Salmenkallio (Yrittäjä)                           | Tuomas Klaavo (Tyhjiö)                                      | Samu Heikkilä (Tyhjiö)                       | Antti Nikkinen (Oma maa)         | Susse Roos (Juice)                  | Riikka Virtanen (Juice)                           | Yrittäjä, Virpi Suutari, Joonas Berghäll et Satu Majava  | Star Shaped Scar, Virpi Kunttu et Vuokko Kunttu | Hannele Lauri   |
| Ikitie, Ilkka Matila                    | Aj Annila (Ikitie)                   | Krista Kosonen (Miami)               | Eero Aho (Tuntematon Sotilas)             | Sidse Babett Knudsen (Ikitie)                        | Hannu-Pekka Björkman (Ikitie)             | Teemu Nikki (Armomurhaaja)                  | Rauno Ronkainen (Ikitie)                     | Timo Kaukolampi & Tuomo Puranen (Armomurhaaja)          | Kirka Sainio (Tuntematon Sotilas)                           | Ben Mercer (Tuntematon Sotilas)              | Kalju Kivi (Ikitie)              | Anna Vilppunen (Tom Of Finland)     | Salla Yli-Luopa (Tuntematon Sotilas)              | Hobbyhorse Revolution, Selma Vilhunen                    | Katto, Teppo Airaksinen                         | Maunu Kurkvaara |
| Hymyilevä mies, Jussi Rantamäki         | Juho Kuosmanen (Hymyilevä mies)      | Linnea Skog (Tyttö nimeltä Varpu)    | Jarkko Lahti (Hymyilevä mies)             | Oona Airola (Hymyilevä mies)                         | Jani Volanen (Jättiläinen)                | Pekko Pesonen (Jättiläinen)                 | J-P Passi (Hymyilevä mies)                   | Panu Aaltio (Järven Tarina)                             | Panu Riikonen (Bodom)                                       | Jussi Rautaniemi (Hymyilevä mies)            | Santtu Toivola (Pahan Kukat)     | Sari Suominen (Hymyilevä mies)      | Salla Yli-Luopa (Hymyilevä mies)                  | Kuun Metsän Kaisa, Katja Gauriloff                       |                                                 | Helena Ylänen   |
| Miekkailija, Kai Nordberg et Kaarle Aho | Aleksi Salmenperä (Häiriötekijä)     | Krista Kosonen (Kätilö)              | Tommi Korpela (Häiriötekijä)              | Mari Rantasila (Henkesi Edestä)                      | Pirkka-Pekka Petelius (Kätilö)            | Karoliina Lindgren (Armi elää!)             | Tuomo Hutri F.S.C. (Miekkailija)             | Pan Sonic: Mika Vainio et Ilpo Väisänen (Atomin Paluu)  | Timo Anttila et Tuomas Seppäne (Big Game)                   | Samu Heikkilä (Häiriötekijä)                 | Otso Linnalaakso (Armi elää!)    | Marjatta Nissinen (Tyttökuningas)   | Salla Yli-Luopa (Lovemilla)                       | Ompelijatar, Ville Suhonen                               |                                                 | Kari Sohlberg   |
| He ovat paenneet, Aleksi Bardy          | J-P Valkeapää (He ovat paenneet)     |                                      |                                           |                                                      |                                           | Antti Heikki Pesonen (Päin seinää)          | Peter Flinckenberg (Tuulensieppaajat)        | Sanna Salmenkallio (Eedenistä pohjoiseen)               | Micke Nyström (wHe ovat paenneet)                           | Mervi Junkkonen (He ovat paenneet)           | Markku Pätilä (Palsa )           | Auli Turtiainen (Onneli ja Anneli ) | Jessica Simonsson (Vadelmavenepakolainen)         | Eedenistä pohjoiseen, Virpi Suutari                      |                                                 | Antti Litja     |
| Betoniyö, Misha Jaari et Mark Lwoff     | Pirjo Honkasalo (Betoniyö)           | Leea Klemola (Kerron sinulle kaiken) | Eero Aho (8-pallo)                        | Matleena Kuusniemi (Tumman veden päällä)             | Jasper Pääkkönen (Leijonasydän)           | Simo Halinen (Kerron sinulle kaiken)        | Peter Flinckenberg F.S.C. (Betoniyö)         | Månskensorkestern, Olli Tuomainen (Laulu koti-ikävästä) | Jan Alvermark (Betoniyö)                                    | Niels Pagh Andersen (Betoniyö)               | Pentti Valkeasuo (Betoniyö)      | Riitta Peteri (Oppipoika)           | Mari Vaalasranta (8-pallo)                        | Laulu koti-ikävästä, Mika Ronkainen                      |                                                 | Jörn Donner     |
| Kohta 18, Maarit Lalli                  | Maarit Lalli (Kohta 18)              | Laura Birn (Puhdistus)               | Eero Ritala (Kulman pojat)                | Liisi Tandefelt (Puhdistus)                          | Santtu Karvonen (Juoppohullun päiväkirja) | Maarit Lalli, Henrik Mäki-Tanila (Kohta 18) | Rauno Ronkainen (Puhdistus)                  | Karsten Fundal (Säilöttyjä unelmia)                     | Kirka Sainio (Puhdistus)                                    | Riitta Poikselkä (Kovasikajuttu)             | Ulrika von Vegesack (Iron Sky)   | Tiina Wilén (Miss Farkku-Suomi)     | Riikka Virtanen (Puhdistus)                       | Kovasikajuttu, Jukka Kärkkäinen et J-P Passi             |                                                 | Anneli Sauli    |
| Le Havre, Aki Kaurismäki                | Aki Kaurismäki (Le Havre)            | Elina Knihtilä (Hyvä poika)          | Joonas Saartamo (Hiljaisuus)              | Elina Salo (Le Havre)                                | Ilkka Heiskanen (Hiljaisuus)              | Aki Kaurismäki (Le Havre)                   | Timo Salminen (Le Havre)                     | Timo Hietala (Hiljaisuus)                               | Olli Huhtanen, Pietari Koskinen (Hiljaisuus)                | Timo Linnasalo (Le Havre)                    | Kari Kankaanpää (Hella W)        | Anu Pirilä (Hella W)                |                                                   | Ikuisesti sinun, Mia Halme                               |                                                 | Elina Salo      |
| Napapiirin sankarit, Aleksi Bardy       | Dome Karukoski (Napapiirin sankarit) | Katja Küttner (Prinsessa)            | Ville Virtanen (Paha perhe)               | Sara Melleri (Sisko tahtoisin jäädä)                 | Sampo Sarkola (Kohtaamisia)               | Pekko Pesonen (Napapiirin sankarit)         | Mika Orasmaa (Rare Exports)                  | Juri Seppä et Miska Seppä (Rare Exports)                | Tuomas Seppänen, Timo Anttila et Jussi Honka (Rare Exports) | Kimmo Taavila (Rare Exports)                 | Jalmari Helander (Rare Exports)  | Saija Siekkinen (Rare Exports)      |                                                   | Miesten vuoro, Joonas Berghäll et Mika Hotakainen        |                                                 | Matti Kassila   |

### 2001-2010
| Film |
| 2010 |
| 2009 |
| 2008 |
| 2007 |
| 2006 |
| 2005 |
| 2004 |
| 2003 |
| 2002 |
| 2001 |
| ---- |

| Meilleur film                                           | Réalisation                               | Premier rôle féminin                    | Premier rôle masculin                        | Second rôle féminin                     | Second rôle masculin                    | Script                                                         | Photographie                             | Musique                                         | Son                                                   | Montage                                   | Décors                                                          | Costumes                                   | Film documentaire                                           | Jussi-béton  |
| ------------------------------------------------------- | ----------------------------------------- | --------------------------------------- | -------------------------------------------- | --------------------------------------- | --------------------------------------- | -------------------------------------------------------------- | ---------------------------------------- | ----------------------------------------------- | ----------------------------------------------------- | ----------------------------------------- | --------------------------------------------------------------- | ------------------------------------------ | ----------------------------------------------------------- | ------------ |
| Postia pappi Jaakobille, Lasse Saarinen, Rimbo Salomaa  | Klaus Härö (Postia pappi Jaakobille)      | Minna Haapkylä (Kuulustelu)             | Heikki Nousiainen (Postia pappi Jaakobille)  | Amanda Pilke (Kielletty hedelmä)        | Peter Franzén (Rööperi)                 | Antti Raivio, Jan Forsström, Zaida Bergroth (Skavabölen pojat) | Tuomo Hutri (Muukalainen)                | Dani Strömbäck (Postia pappi Jaakobille)        | Janne Laine (Skavabölen pojat)                        | Mervi Junkkonen (Muukalainen)             | Pirjo Rossi (Rööperi)                                           | Tiina Kaukanen (Rööperi )                  | Kansakunnan olohuone, Jukka Kärkkäinen                      | Lasse Pöysti |
| Niko - lentäjän poika, Petteri Pasanen, Hannu Tuomainen | Dome Karukoski (Tummien perhosten koti)   | Elena Leeve (Putoavia enkeleitä)        | Tommi Korpela (Putoavia enkeleitä)           | Elina Knihtilä (Putoavia enkeleitä)     | Pertti Sveholm (Tummien perhosten koti) | Hannu Tuomainen, Marteinn Thorisson (Niko - lentäjän poika)    | Rauno Ronkainen (Käsky)                  | Iiro Rantala et Markku Kanerva (Risto Räppääjä) | Panu Riikonen et Vesa Meriläinen (Sauna)              | Harri Ylönen (Tummien perhosten koti)     | Antti Nikkinen, Ville Vauras et Vladimir Bedrich Dvorak (Sauna) | Anna Vilppunen (Sauna)                     | Katastrofin aineksia, John Webster                          |              |
| Musta jää, Kai Nordberg et Kaarle Aho                   | Petri Kotwica (Musta jää)                 | Outi Mäenpää (Musta jää)                | Tommi Korpela (Miehen työ)                   | Kristiina Elstelä (Sooloilua)           | Jani Volanen (Miehen työ)               | Petri Kotwica (Musta jää)                                      | Mika Orasmaa (Joulutarina)               | Eicca Toppinen (Musta jää)                      | Kyösti Väntänen (Raja 1918)                           | Jukka Nykänen (Musta jää)                 | Jukka Uusitalo (Ganes)                                          | Helena Paavilainen-Takala (Ganes)          | Yhden tähden hotelli, Ari Matikainen                        | Åke Lindman  |
| Laitakaupungin valot, Aki Kaurismäki                    | Aku Louhimies (Valkoinen kaupunki)        | Susanna Anteroinen (Valkoinen kaupunki) | Janne Virtanen (Valkoinen kaupunki)          | Seela Sella (Kalteva torni)             | Mikko Kouki (Riisuttu mies)             | Paavo Westerberg ja Mikko Kouki (Valkoinen kaupunki)           | Timo Salminen (Laitakaupungin valot)     | Kimmo Pohjonen ja Samuli Kosminen (Jadesoturi)  | Pietari Koskinen (Unna ja Nuuk)                       | Samu Heikkilä (Valkoinen kaupunki)        | Markku Pätilä (Laitakaupungin valot)                            | Anna Vilppunen (Jadesoturi)                | Kenen joukoissa seisot, Jouko Aaltonen                      |              |
| Paha maa, Markus Selin                                  | Aku Louhimies (Paha maa)                  | Maria Lundqvist (Äideistä parhain)      | Eläville ja kuolleille, Hannu-Pekka Björkman | Matleena Kuusniemi (Paha maa)           | Sulevi Peltola (Paha maa)               | Paavo Westerberg, Jari Rantala et Aku Louhimies (Paha maa)     | Jarkko T. Laine (Äideistä parhain)       | Jukka Immonen (Tyttö sinä olet tähti)           | Janne Laine, Kirka Sainio ja Samu Heikkilä (Paha maa) | Samu Heikkilä (Paha maa)                  | Cian Bornebusch (Äideistä parhain)                              | Tiina Kaukanen (Paha maa)                  | Sen edestään löytää, John Webster                           |              |
| Koirankynnen leikkaaja, Kari Sara                       | Markku Pölönen (Koirankynnen leikkaaja)   | Outi Mäenpää (Kukkia ja sidontaa)       | Peter Franzén (Koirankynnen leikkaaja)       | Minttu Mustakallio (Lapsia ja aikuisia) | Kari Väänänen (Juoksuhaudantie)         | Markku Pölönen (Koirankynnen leikkaaja)                        | Kari Sohlberg (Koirankynnen leikkaaja)   | Sanna Salmenkallio (Melancholian 3 huonetta)    | Paul Jyrälä (Pelikaanimies)                           | Kimmo Taavila (Vares)                     | Jussi Halonen, Samuli Halla, Petri Neuvonen (Pelikaanimies)     | Elina Kolehmainen (Keisarikunta)           | Melancholian 3 huonetta, Pirjo Honkasalo                    |              |
| Nousukausi, Lasse Saarinen                              | Jarmo Lampela (Eila)                      | Sari Mällinen (Eila)                    | Mikko Leppilampi (Helmiä ja sikoja)          | Outi Mäenpää (Helmiä ja sikoja)         | Juha Muje (Raid)                        | Mika Ripatti (Nousukausi)                                      | Pini Hellstedt (Pahat pojat)             | Kerkko Koskinen (Nousukausi)                    | Jyrki Rahkonen (Pahat pojat)                          | Jukka Nykänen (Sotalapset)                | Jukka Uusitalo (Raid)                                           | Pentti Tillder (Raid)                      | Sotalapset, Erja Dammert                                    |              |
| Mies vailla menneisyyttä, Ilkka Mertsola                | Aki Kaurismäki (Mies vailla menneisyyttä) | Kati Outinen (Mies vailla menneisyyttä) | Sulevi Peltola (Haaveiden kehä)              | Jaana Järvinen (Haaveiden kehä)         | Heikki Hela (Kahlekuningas)             | Aki Kaurismäki (Mies vailla menneisyyttä)                      | Timo Salminen (Mies vailla menneisyyttä) | Eero Ojanen (Haaveiden kehä)                    | Olli Pärnänen (Kahlekuningas)                         | Timo Linnasalo (Mies vailla menneisyyttä) | Kati Ilmaranta (Heinähattu ja Vilttitossu)                      | Tiina Kaukanen (Heinähattu ja Vilttitossu) | Elämän äidit, Markku Lehmuskallio et Anastasia Lapsui       |              |
| Joki, Riikka Poulsen                                    | Jarmo Lampela (Joki)                      | Irina Björklund (Minä ja Morrison)      | Martti Suosalo (Rentun ruusu)                | Sanna-Kaisa Palo (Emmauksen tiellä)     | Pertti Sveholm (Klassikko)              | Jarmo Lampela (Joki)                                           | Pini Hellstedt (Rölli ja metsänhenki)    | Timo Hietala (Cyclomania)                       | Pekka Karjalainen (Joki)                              | Kimmo Taavila (Joki)                      | Pertti Hilkamo (Rölli ja metsänhenki)                           | Anu Pirilä (Rölli ja metsänhenki)          | Joutilaat, Susanna Helke et Virpi Suutari                   |              |
| Seitsemän laulua tundralta, Tuula Söderberg             | Olli Saarela (Bad Luck Love)              | Outi Mäenpää (Lomalla)                  | Janne Reinikainen (Badding)                  | Tarja-Tuulikki Tarsala (Bad Luck Love)  | Tommi Eronen (Bad Luck Love)            | Auli Mantila (Pelon maantiede)                                 | Kari Sohlberg (Badding)                  |                                                 | Kyösti Väntänen (Bad Luck Love)                       | Samu Heikkilä (Levottomat)                | Minna Santakari (Badding)                                       | Tiina Kaukanen (Badding)                   | Jari Leskinen (Levottomien tunnuslaulu ja musiikkivalinnat) |              |

### 1991-2000
| Film |
| 2000 |
| 1999 |
| 1998 |
| 1997 |
| 1996 |
| 1995 |
| 1994 |
| 1993 |
| 1992 |
| 1991 |
| ---- |

| Meilleur film                                   | Réalisation                                              | Premier rôle féminin                                | Premier rôle masculin                                    | Second rôle féminin                           | Second rôle masculin                 | Script                                                  | Photographie                                  | Musique                                   | Son                                               | Montage                                                 | Décors                                                                                  | Costumes                                                | Jussi-béton      |
| ----------------------------------------------- | -------------------------------------------------------- | --------------------------------------------------- | -------------------------------------------------------- | --------------------------------------------- | ------------------------------------ | ------------------------------------------------------- | --------------------------------------------- | ----------------------------------------- | ------------------------------------------------- | ------------------------------------------------------- | --------------------------------------------------------------------------------------- | ------------------------------------------------------- | ---------------- |
| Rukajärven tie, Marko Röhr et Ilkka Y.L. Matila | Olli Saarela (Rukajärven tie)                            | Eeva Litmanen (Rakkaudella, Maire)                  | Martti Suosalo (Kulkuri ja joutsen)                      | Minna Haapkylä (Rakkaudella, Maire)           | Kalevi Haapoja (Häjyt)               | Matti Ijäs (Sokkotanssi)                                | Kjell Lagerroos (Rukajärven tie)              | Tuomas Kantelinen (Rukajärven tie)        | Peter Nordström (Rukajärven tie)                  | Jukka Nykänen (Rukajärven tie)                          | Pertti Hilkamo (Rukajärven tie)                                                         | Merja Väisänen (Pikkusisar)                             |                  |
| Kuningasjätkä, Kari Sara                        | Markku Pölönen (Kuningasjätkä)                           | Elina Leeve (Tulennielijä)                          | Pertti Koivula (Kuningasjätkä)                           | Tiina Weckström (Tulennielijä)                | Peter Franzén (Kuningasjätkä)        | Markku Pölönen (Kuningasjätkä)                          | Kjell Lagerroos (Tulennielijä)                |                                           | Pekka Karjalainen - Kauko Lindfors (Tulennielijä) | Michael Leszczylowski - Bernhard Winkler (Tulennielijä) | Tiina Makkonen (Tulennielijä)                                                           | Auli Turtiainen-Kinnunen ja Arja Könönen (Tulennielijä) |                  |
| Sairaan kaunis maailma, Mika Ritalahti          | Olli Saarela (Lunastus)                                  | Leea Klemola (Neitoperho)                           | Kari Heiskanen (Lunastus)                                | Rea Mauranen (Neitoperho)                     | Martti Suosalo (Palkkasoturi)        | Käsikirjoitus: Olli Saarela ja Heikki Vuento (Lunastus) | Harri Räty (Sairaan kaunis maailma)           | Tuomas Kantelinen (Lunastus)              |                                                   | Kimmo Taavila (Sairaan kaunis maailma)                  | Risto Karhula (Sagojogan ministeri)                                                     | Tiina Kaukanen (Sagojogan ministeri; Lunastus)          | Vesa-Matti Loiri |
| Kauas pilvet karkaavat, Aki Kaurismäki          | Aki Kaurismäki (Kauas pilvet karkaavat)                  | Kati Outinen (Kauas pilvet karkaavat)               | Jorma Tommila (Joulubileet)                              | Elina Salo (Kauas pilvet karkaavat)           | Oiva Lohtander (Joulubileet)         | Aki Kaurismäki (Kauas pilvet karkaavat)                 | Olavi Tuomi (Merisairas)                      |                                           | Risto Iisalo (Merisairas)                         |                                                         |                                                                                         |                                                         | Jukka Mäkelä     |
| Kivenpyörittäjän kylä, Kari Sara                | Markku Pölönen (Kivenpyörittäjän kylä)                   | Päivi Akonpelto (Suolaista ja makeaa)               |                                                          |                                               | Matti Varjo (Kivenpyörittäjän kylä)  |                                                         |                                               |                                           | Pietari Koskinen (Suolaista ja makeaa)            |                                                         | Jukka Uusitalo, Ilmari Hakala, Jouni Nikkanen (Lipton Cockton in the Shadows of Sodoma) |                                                         |                  |
| Pidä huivista kiinni, Tatjana, Aki Kaurismäki   | Aleksi Mäkelä (Esa ja Vesa - auringonlaskun ratsastajat) |                                                     | Juha Veijonen (Esa ja Vesa - auringonlaskun ratsastajat) | Helena Vierikko (Kissan kuolema)              |                                      |                                                         | Timo Salminen (Pidä huivista kiinni, Tatjana) |                                           |                                                   | Peter Lindholm (Anita)                                  |                                                                                         |                                                         |                  |
| Onnen maa, Kari Sara                            | Veikko Aaltonen (Isä meidän)                             | Tiina Lymi (Akvaariorakkaus)                        | Hannu Kivioja (Isä meidän)                               | Sara Paavolainen (Harjunpää ja kiusantekijät) | Veikko Tiitinen (Onnen maa)          | Markku Pölönen (Onnen maa)                              | Olavi Tuomi (Isä meidän)                      | Yari (Akvaariorakkaus)                    | Paul Jyrälä (Romanovin kivet)                     |                                                         | Minna Santakari (Onnen maa; Akvaariorakkaus)                                            |                                                         |                  |
| Tuhlaajapoika, Aki Kaurismäki                   | Aki Kaurismäki (Boheemielämää)                           | Merja Larivaara (Kaivo)                             | Paavo Pentikäinen (Pilkkuja ja pikkuhousuja)             | Liisamaija Laaksonen (Kaivo)                  | Esko Salminen (Tuhlaajapoika)        | Iiro Küttner (Tuhlaajapoika)                            | Esa Vuorinen (Kaivo)                          | Mauri Sumén (Tuhlaajapoika)               |                                                   |                                                         |                                                                                         |                                                         |                  |
|                                                 | Mika Kaurismäki (Zombie ja Kummitusjuna)                 | Irma Junnila (Viiva vinita)                         | Silu Seppälä (Zombie ja Kummitusjuna)                    | Sari Mällinen (Rölli - hirmuisia kertomuksia) | Werner Bros. -yhtye (Iskelmäprinssi) | Anssi Mänttäri (Muuttolinnun aika)                      | Olli Varja (Zombie ja Kummitusjuna)           | Juha Tapaninen et équipe (Iskelmäprinssi) |                                                   |                                                         | Risto Karhula (Iskelmäprinssi)                                                          | Mila Niemi (Rölli - hirmuisia kertomuksia)              | Peter von Bagh   |
| Aki Kaurismäki (Tulitikkutehtaan tyttö)         | Kati Outinen (Tulitikkutehtaan tyttö)                    | Matti Pellonpää (Räpsy & Dolly eli Pariisi odottaa) | Elina Salo (Tulitikkutehtaan tyttö)                      | Esko Nikkari (Tulitikkutehtaan tyttö)         |                                      | Timo Salminen (I Hired a Contract Killer)               |                                               | Jouko Lumme (Amazon)                      |                                                   | Tom Hamberg (Ystävät, toverit)                          |                                                                                         | Renny Harlin                                            |                  |